# Cap de Formentor
El cap de Formentor és un cap situat a l'extrem septentrional de l'illa de Mallorca. Marca el límit septentrional de la Serra de Tramuntana i de la Costa Nord mallorquina, i alhora tanca pel nord la Badia de Pollença. Es troba al municipi de Pollença, a la península homònima de Formentor. Consta d'una de les platges naturals més grans i atractives de tota l'illa.
El cap de Formentor és de gran importància per a la navegació entre la costa peninsular, Mallorca i Menorca. Per això, s'hi construí un far l'any 1863, projectat per l'enginyer Emili Pou. El far, de torre i casa blanques, està situat a 210 metres sobre el nivell de la mar, i és visible des d'una distància de 21 milles marines. Emet quatre ràfegues de llum blanca cada 20 segons, i es veu amb el Cap d'Artrutx de Menorca i el Cap de Capdepera. Marca l'entrada a la Badia de Pollença i la línia recer entre els vents de llevant i de ponent.

## Cales de la Península de Formentor

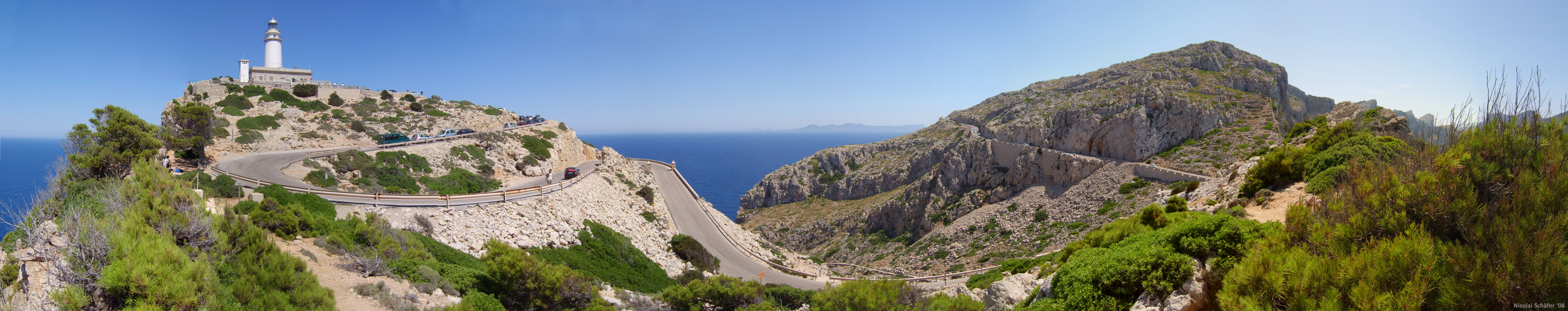
Panorama al cap de Formentor

- Cala en Gossalba[1]
- Cala Murta[2]
- Cala Figuera[3]